# Megathura
Megathura is een geslacht van weekdieren uit de klasse van de Gastropoda (slakken).

## Soort
- Megathura crenulata (Sowerby I, 1825) - Californische reuzengathoren